# Артемьев, Владимир Андреевич
Влади́мир Андре́евич Арте́мьев (24 июня (6 июля) 1885, Санкт-Петербург, Российская империя — 11 сентября 1962, Москва, СССР) — советский конструктор ракетной техники, участник разработки и испытаний первых советских ракет на бездымном порохе. Один из создателей Газодинамической лаборатории (ГДЛ), разработчик реактивных снарядов для реактивного миномёта «Катюши». Создатель первого отечественного реактивного бомбомёта с реактивной глубинной бомбой. Лауреат двух Сталинских премий 2-й (1941) и 1-й степени (1943). Именем Артемьева назван кратер на обратной стороне Луны.

## Биография
Родился 24 июня (6 июля) 1885 год в Санкт-Петербурге в дворянской семье военнослужащего.

### Служба в Российской императорской армии
В 1905 году после окончания 1-й Санкт-Петербургской гимназии поступил добровольцем в 4-й Восточно-Сибирский стрелковый полк, в рядах которого участвовал в русско-японской войне. За проявленное мужество и боевые отличия был награждён Георгиевским крестом IV-й степени и произведён в младшие унтер-офицеры.
15 (28) июня 1908 года окончил в Москве Алексеевское военное училище, откуда был выпущен из портупей-юнкеров в подпоручики и направлен в Брест-Литовскую крепостную артиллерию. В крепости заведовал снаряжательной лабораторией, где проводил опыты по усовершенствованию осветительных ракет. Он установил в головную часть ракеты семь парашютных факелов алюминиевого состава, благодаря чему время освещения увеличилось до полторы минуты, а по силе освещения одна такая ракета заменяла несколько штатных ракет. 31 августа (12 сентября) 1908 года произведён в поручики. Затем служил инженером для поручений при техническом руководителе артиллерийских складов в Главном артиллерийском управлении.

### Изобретатель ракетной техники
После Октябрьской революции остался в России. В 1920 году Артемьев познакомился с инженером Н. И. Тихомировым, став его ближайшим помощником. Весной 1920 года Тихомиров и Артемьев оборудовали на Тихвинской улице в Москве небольшую механическую мастерскую, где проводили первые эксперименты с дымным порохом. Мастерскую инженеры содержали за свои собственные деньги, а также те средства, которые получали от продажи велосипедных принадлежностей и детских игрушек, изготовленных в мастерской. В марте 1921 года по инициативе Тихомирова мастерская была преобразована в лабораторию по изучению и проектированию ракетной техники, основным направлением которой стало создание твердотопливных ракет. В том же году изобретатели приступили к разработке реактивных снарядов для самолётов.
22 сентября 1922 года А. А. Артемьев был арестован по обвинению в «бездействии власти, халатном отношении, в результате которых последовало полное расстройство и развал снабжения РККА артогнеимуществом… и участии в шпионаже». Постановлением Особого совещания при Коллегии ОГПУ от 10 июня 1923 года Артемьев был осуждён сроком на 3 года и заключён в Соловецкий лагерь особого назначения.
В 1924 году Артемьев вернулся из заключения и продолжил работу в лаборатории Тихомирова, в том же году предложил конструировать толстосводные пороховые шашки из бездымных порохов, изготовленных на нелетучем растворителе. В 1925 году лаборатория Тихомирова переехала в Ленинград. 3 марта 1928 года на одном из полигонов в районе Ленинграда был осуществлён пуск ракеты на бездымном порохе. Эта конструкция, по мнению Артемьева, послужила фундаментом при создании реактивных снарядов для знаменитых «Катюш». В июле 1928 года лаборатория Н. И. Тихомирова была переименована в Газодинамическую лабораторию (ГДЛ) Военного научного комитета при РВС СССР. В 1930 году умер Н. И. Тихомиров, лабораторию возглавил Петропавловский Б. С., с 1931 года — Ильин Н. Я., а в 1932 году — И. Т. Клеймёнов. С 1931 года ГДЛ стала подчиняться Управлению военных изобретений Технического штаба начальника вооружения РККА. В сентябре 1933 года, после объединения Газодинамической лаборатории (ГДЛ) и МосГИРДа в НИИ № 3, В. А. Артемьев предложил проект реактивных снарядов РС-82 и РС-132 с оперением, значительно выходящим за габариты снаряда. Конструкции снарядов разрабатывали специалисты ГДЛ, корпуса снарядов изготовляли в мастерских лаборатории и на предприятиях Ленинграда, взрыватели и пиропатроны разрабатывали в ЦКБ-22. В 1937—1938 годах реактивные снаряды РС-82 устанавливали на истребителях И-15, И-16, И-153. Летом 1939 года РС-82 на И-16 и И-153 успешно применялись в боях с японскими войсками на реке Халхин-Гол.
В 1938—1941 годах в НИИ № 3 под руководством главного конструктора А. В. Костикова, инженеры: И. И. Гвай, В. Н. Галковский, А. П. Павленко, Р. И. Попов, Н. И. Тихомиров, В. А. Артемьев и др. создали многозарядную пусковую установку, смонтированную на грузовом автомобиле. Артемьев занимался проектированием снарядов для этой легендарной реактивной установки «Катюша». 23 марта 1943 года главный инженер НИИ № 3 В. А. Артемьев получил Сталинскую премию 1-й степени за коренное усовершенствование технологии производства миномётных труб и деталей боеприпасов.
В период Великой Отечественной войны продолжал разработки в области военной техники. В 1945 году В. А. Артемьев вместе с инженером С. Ф. Фонарёвым под руководством генерал-майора С. Я. Бодрова создали первый отечественный реактивный бомбомёт с реактивной глубинной бомбой. После войны работал главным конструктором в НИИ и проектных институтах, занимался разработкой ракетных снарядов.
Умер в Москве 11 сентября 1962 года. Урна с прахом захоронена в Москве, в колумбарии на старой территории Новодевичьего кладбища (см. внешнее изображение).

## Награды и премии
- орден Трудового Красного Знамени (24 ноября 1942 года)[13];
- орден Отечественной войны 1 степени (18 ноября 1944 года)[14];
- Сталинская премия второй степени (14 марта 1941 года) — за изобретение по вооружению самолётов Постановлением Совнаркомом СССР[2];
- Сталинская премия первой степени (23 марта 1943 года) — за коренное усовершенствование технологии производства миномётных труб и деталей боеприпасов (премия была передана коллективом лауреатов в Фонд обороны)[2]

## Память
- Именем Артемьева назван кратер на обратной стороне Луны[2].